# Margaret Simpson
Margaret Esi Simpson (* 31. Dezember 1981 in Krapa, Ashanti Region) ist eine ehemalige ghanaische Leichtathletin, die sich auf den Siebenkampf spezialisiert hat, aber auch im Speerwurf Erfolgte feiern konnte.

## Sportliche Laufbahn
Erste internationale Erfahrungen sammelte Margaret Simpson im Jahr 1997, als sie bei den Juniorenafrikameisterschaften in Ibadan mit einer Weite von 44,36 m den vierten Platz im Speerwurf belegte und im Weitsprung mit 5,69 m ebenfalls Rang vier erreichte. 1999 gewann sie bei den Juniorenafrikameisterschaften in Tunis mit 5366 Punkten die Goldmedaille im Siebenkampf und sicherte sich mit der ghanaischen 4-mal-100-Meter-Staffel in 47,13 s die Silbermedaille. Anschließend nahm sie erstmals an den Afrikaspielen in Johannesburg teil und belegte dort mit 5089 Punkten den vierten Platz. Im Jahr darauf nahm sie an den Juniorenweltmeisterschaften in Santiago de Chile teil, konnte dort ihren Wettkampf aber nicht beenden. 2001 nahm sie erstmals an den Weltmeisterschaften im kanadischen Edmonton teil und erreichte dort mit 5748 Punkten Rang 13. 2002 gewann sie dann bei den Commonwealth Games in Manchester mit 5906 Punkten die Bronzemedaille hinter den Australierinnen Jane Jamieson und Kylie Wheeler und siegte anschließend mit 6105 Punkten bei den Afrikameisterschaften in Radès.
2003 wurde sie mit 6120 Punkten Fünfte beim Hypo-Meeting in Götzis und qualifizierte sich erneut für die Weltmeisterschaften nahe Paris, konnte dort ihren Wettkampf aber nicht beenden. Anschließend siegte sie bei den Afrikaspielen in Abuja mit neuem Spielerekord von 6152 Punkten. Im Jahr darauf verteidigte sie bei den Afrikameisterschaften in Brazzaville mit 6154 Punkten ihren Titel und wurde zuvor mit 6306 Punkten Fünfte beim Hypo-Meeting. Damit qualifizierte sie sich auch für die Olympischen Spiele in Athen, bei denen sie mit 6253 Punkten auf den neunten Platz gelangte. 2005 verbesserte sie beim Hypomeeting ihren eigenen Afrikarekord auf 6423 Punkte und erreichte damit Rang vier und qualifizierte sich ein weiteres Mal für die Weltmeisterschaften in Helsinki, bei denen sie mit 6375 Punkten die Bronzemedaille hinter der Schwedin Carolina Klüft und Eunice Barber aus Frankreich gewann. Simpson war damit die erste ghanaische Leichtathletin, die eine Medaille bei Leichtathletik-Weltmeisterschaften gewann.
2006 bestritt sie keine Wettkämpfe, kehrte 2007 mit einem Sieg bei den Afrikaspielen in Algier mit neuem Spielerekord von 6278 Punkten zu alter Stärke zurück. Zudem nahm sie an den Weltmeisterschaften in Osaka teil, konnte aber erneut ihren Wettkampf beenden. Auch 2008 bestritt sie keine Wettkämpfe und verpasste 2009 die Teilnahme an den Weltmeisterschaften in Berlin. 2010 siegte sie dann bei den Afrikameisterschaften in Nairobi mit 6031 Punkten und startete anschließend bei den Commonwealth Games in Neu-Delhi, musste dort ihren Wettkampf aber vorzeitig beenden. Im Jahr darauf wurde sie bei den Weltmeisterschaften im südkoreanischen Daegu mit 6183 Punkten 12. und siegte anschließend zum dritten Mal in Folge bei den Afrikaspielen in Maputo mit 6172 Punkten. 2012 bestritt sie ihre letzten Afrikameisterschaften in Porto-Novo und brach dort den Siebenkampf vorzeitig ab, siegte aber in ihrer stärksten Individualdisziplin, dem Speerwurf mit einer Weite von 54,62 m. Sie qualifizierte sich auch für die Olympischen Spiele in London, ging dort aber kurzfristig nicht an den Start und beendete damit vorläufig ihre Karriere im Alter von 30 Jahren. 2017 und 2018 startete sie bei einzelnen Wettkämpfen im Speerwurf, entschied sich aber am 7. November 2018, ihre Karriere ganz zu beenden.

## Sonstiges
Simpson ist Athletenbotschafterin der Entwicklungshilfeorganisation Right to Play.

## Persönliche Bestleistungen
- Hochsprung: 1,85 m, 28. Mai 2005 in Götzis (ehemaliger Landesrekord)
- Speerwurf: 56,36 m, 7. August 2005 in Helsinki (ghanaischer Rekord)
- Siebenkampf: 6423 Punkte, 29. Mai 2005 in Götzis (Afrikarekord)